# Fanny von Bachl Borchardt
Fanny von Bachl Borchardt fue la primera médica cirujana de  Rosario (Argentina), recibió su título de Médica Cirujana en 1909, en la Facultad de Medicina de Buenos Aires, con la tesis Anquilostomosiasis.
Posteriormente instaló su consultorio en la calle Paraguay 531, de la ciudad de Rosario.